# Johan Nygren
Johan Nygren (10 de marzo de 1998) es un deportista sueco que compite en curling. Ganó una medalla de oro en el Campeonato Mundial de Curling Mixto de 2023.

## Palmarés internacional
| Campeonato Mundial Mixto | Campeonato Mundial Mixto | Campeonato Mundial Mixto | Campeonato Mundial Mixto |
| Año                      | Lugar                    | Medalla                  | Prueba                   |
| ------------------------ | ------------------------ | ------------------------ | ------------------------ |
| 2023                     | Aberdeen (Reino Unido)   | Medalla de oro           | Mixto                    |